# Luis Alfredo Ramírez
Luis Alfredo Ramírez Quioto (21 de novembro de 1977) é um ex-futebolista profissional hondurenho que atuava como atacante.

## Carreira
Luis Alfredo Ramírez fez parte do elenco da Seleção Hondurenha de Futebol nas Olimpíadas de 2000.